# Kamienna Góra (Wzory)
Kamienna Góra – osada wsi Wzory w Polsce, położona w województwie świętokrzyskim, w powiecie opatowskim, w gminie Iwaniska. Leży przy drodze wojewódzkiej  757.
Osada wchodzi w skład sołectwa Wzory.
W latach 1975–1998 osada należała administracyjnie do województwa tarnobrzeskiego.